# Ibajay, Aklan
Ibajay đô thị hạng 1 ở tỉnh Aklan, Philippines. Theo điều tra dân số năm 2015, đô thị này có dân số 49.564 người trong.

## Các đơn vị địa phương
Ibajay được chia thành 35 khu phố (barangay).
| - Agbago - Agdugayan - Antipolo - Aparicio - Aquino - Aslum - Bagacay - Batuan | - Buenavista - Bugtongbato - Cabugao - Capilijan - Colongcolong - Laguinbanua - Mabusao - Malindog - Maloco | - Mina-a - Monlaque - Naile - Naisud - Naligusan - Ondoy - Poblacion - Polo - Regador | - Rivera - Rizal - San Isidro - San Jose - Santa Cruz - Tagbaya - Tul-ang - Unat - Yawan |